# 前田マヒナ
前田 マヒナ（まえだ マヒナ、1998年2月15日 - ）は、日本の女子プロフェッショナル・サーファー。

## 経歴
オアフ島ノースショアのサンセットビーチで育ち、4歳でサーフィンを始める。
ジュニア時代に世界トップレベルに上り詰め、ISAのワールドジュニアU-16ガールズでは、2013年、2014年と２連覇を達成。
WSLも2014年にワールドジュニアのタイトルを獲得し、同年のCTトラッセルズ戦にワイルドカードで出場。
2015年には、QS6,000で優勝し、CTのフィジー戦にワイルドカードで出場。
同年にキャリア最高となるランキング11位となり、以後毎年CTクオリファイに近いポジションを維持している。
2015年、ポルトガル・ナザレに挑戦。
20ft級の波でサーフィンをした中では最年少の女性と言われている。
東京2020オリンピックに日本代表として出場するために、2018年に国籍を日本を選択。
2020年、第2回ジャパンオープンオブサーフィンにて優勝。
2021年、ISAワールドサーフィンゲームスに出場し、東京2020オリンピックの出場枠を獲得。
2021年、オリンピック最終予選を兼ねたワールドゲームス（WG＝世界選手権に相当）エルサルバドル戦にて８位入賞となり、オリンピック日本代表に決定した。
2020年東京オリンピックサーフィン女子では3回戦まで進出したが、7.74点で米国選手に敗れた。

## 所属
2018年、株式会社　A-style（エースタイル）
2021年4月、吉本興業株式会社との業務提携による所属が決まった。

## サーフィンスタイル
ノースショアのサンセットをホームとし、幼い頃からハワイの波で鍛えられ、屈強な身体と体幹から繰り出されるパワーサーフィンを得意とする。
小波よりサイズやパワーのある波を得意とし、弱冠16歳でポルトガル・ナザレを攻めた経験もあり、本格的にビッグウェーブにも挑戦中。
現在のコーチはロス・ウィリアムス。
これまでに元ワールドチャンピオンのバートン・リンチやマーク・アッケセン等がコーチを務めている。

## スポンサー・使用ギア
- 価格.com
- Baby-G
- フェザンレーヴ
- SK-II
- KENKO

- future fin
- CREATURES
- SEXWAX
- LEXUS　小石川

使用サーフボード：ERIC ARAKAWA

## 人物
マヒナはミドルネームで、ハワイ語の「月」を意味する。日本名は穂乃香。
ハワイで出会った日本人の両親の元に生まれ、２歳上の姉がいる。
四国生まれ大阪育ちの父親は、ギャレット・マクナラとトーインサーフィンのパートナーをしていた仲で、2015年のナザレ挑戦の縁と繋がっている。
ハワイで生まれ育ったため英語がネイティブだが、高校では日本語を専攻。
家では両親と日本語で会話することもある。
12歳の頃からサーフィンのトレーニングをカヘア・ハートのジムで行い、コアの鍛錬やコンディションを整えるプログラムを実施。
サーフィンのライバルは子供の頃から競い合い友情も育んでいる、タティアナ・ウェストン
・ウェブ、ダック・マクギル、ベリー・ナギなど。
エゼキエル・ラウ、喜納海人、カイレン・ヤマカワなどのメンズとも競い合っていた。
Sunset Beach Jiu-Jitsuで指導しているキッド・ペリグロ氏の元で働き、日本滞在時は千葉県一宮などで講師を行っている。
尊敬するサーファーは、ミック・ファニング。
好きな食べ物は寿司だが、普段は炭水化物を摂らず、野菜やプロテインをメインにした食事を心がけている。
自分達サーファーのホームである海を守る為、普段からマイストローやマイボトルを持ち少しでもプラスチックを減らす事を心がけている。
東京オリンピック後はWSLのツアーを周りCTを目指す。また、海を守るだけに限らない環境保護活動や、日本をベースにサーフィンや柔術のインストラクターをして、キッズ世代の育成をするのが夢。

## 主な戦績
ジュニア時代
- 2013年 ISA「DAKINE ISA World junior Surfing Championship」U16 優勝
- 2014年 WSL「North Shore Surf Shop Pro Junior」5位
- 2014年 WSL「Ron Jon Vans Junior Pro」優勝
- 2014年 ISA「VISSLA ISA World junior Surfing Championship」U16 優勝
- 2014年 JPSA「ショートボード第1戦 ガルーダ・インドネシア トラベルシーンプロ」優勝
- 2014年 WSL「Los Cabos Open of Surf」9位
- 2014年 WSL「Vans US Open Junior Pro」2位
- 2014年 WSL「Swatch Girls Pro France Junior」3位
- 2014年 WSL「Swatch Girls Pro France」2位
- 2014年 WSL「Allianz ASP World Junior」優勝

WSL
- 2015年 QS6,000「Samsung Galaxy Hainan Pro」優勝
- 2015年 Sunset Beach Pro Junior 9位
- 2015年 Pro Junior Hurley Australian Open 3位
- 2015年 QS6,000 Port Taranaki Pro NZ Home Loans Surf Festival 9位
- 2015年 Pro Junior Los Cabos Open of Surf 3位
- 2015年 Junior Women’s Vans US Open of Surfing 9位
- 2015年 QS1,500 Pro Anglet 5位
- 2015年 QS6,000 Pantin Classic Galicia Pro 9位
- 2015年 Ericeria Worid Junior Championships 2位
- 2016年 Women's Ericeira World Junior Championships 2位
- 2016年 World Junior Championship - Women's 2位
- 2016年 Sunset Pro Junior 5位
- 2016年 Taggart Women's Pro 9位
- 2016年 Papara Pro Vahine Junior Tahiti 5位
- 2016年 QS1,000「Wahine Pige Pro」優勝
- 2016年 Paul Mitchell Supergirl Pro 9位
- 2016年 Azores Airlines Pro 5位
- 2016年 Essential Costa Rica Open 3位
- 2016年 Turtle Bay Resort Pro Junior 優勝
- 2016年 White Buffalo Women's Pro 5位
- 2017年 Anditi Women's Pro 9位
- 2017年 Wahine Pipe Pro 3位
- 2017年 Barbados Surf Pro 9位
- 2017年 Caraïbos Lacanau Pro 3位
- 2017年 Turtle Bay Resort Pro 7位
- 2018年 Women's Barbados Surf Pro 3位
- 2018年 Ichinomiya Chiba Open 5位
- 2018年 Paul Mitchell Supergirl Pro 9位
- 2018年 Caraïbos Lacanau Pro 3位
- 2018年 Pro Anglet pres by Oakley 9位
- 2018年 Pantin Classic Galicia Pro 3位
- 2018年 QS1,500「Pro Casablanca」優勝
- 2018年 White Buffalo Women's Hyuga Pro 3位
- 2018年 Port Stephens Toyota Pro 5位
- 2019年 Sisstrevolution Central Coast Pro 9位
- 2019年 Sydney Women's Pro pres. by Sisstrevolution 5位
- 2019年 Ichinomiya Chiba Open 3位
- 2019年 Nissan Super Girl Pro 5位
- 2019年 Vans US Open of Surfing 9位
- 2019年 Caraibos Lacanau Pro 5位
- 2019年 Port Stephens Toyota Pro 9位

その他
- 2019年 ISA「ワールドサーフィンゲームズ」日本代表
- 2020年 「第2回ジャパンオープンオブサーフィン」優勝
- 2021年 ISA「ワールドサーフィンゲームス」東京オリンピック出場権獲得
- 2021年 ISA「ワールドサーフィンゲームス」東京オリンピック日本代表獲得